# イギリス海外福音伝道会
イギリス海外福音伝道会（いぎりすかいがいふくいんでんどうかい、Society for the Propagation of the Gospel in Foreign Parts）は、英国国教会（聖公会）が1701年に設立した、海外宣教のための団体である。略称SPG、英国福音伝播会社、英国聖公会宣布協会、英国聖公会福音宣布協会、イギリス聖公会福音宣布協会などとも訳される。現在はUnited Society Partners in the Gospelと言う。

## 歴史
1701年に英国国王の勅許を得て成立した。海外にある英国人教会のために宣教師を送ることと、全世界の異教の民族をキリスト教化する二つの目標を掲げた。

## 日本
1873年（明治6年）にアレクサンダー・クロフト・ショーとW・B・ライトの2人の宣教師が日本に派遣された。最初三田寺町の大松寺に住み、次に築地居留地に滞在した。ショーは英国公使館付牧師に任命され、東京在住の英国人の信仰生活の精神生活の指導者になった。ショーとライトは赤坂区（現港区）赤坂の陽泉寺で最初の英語の礼拝を開始した。
1876年（明治9年）には、ヒュー・ジェームス・フォスが日本に派遣され、神戸で伝道を開始。1892年（明治25年）に、女性宣教師H.M.バーケンヘッドと協力して神戸市北野町に松蔭女学校（現・松蔭中学校・高等学校）を創立した。